# NON TiE-UP
「NON TiE-UP」（ノン・タイアップ）は、BiSHのシングル。2018年6月27日にavex traxから発売された。

## 概要
メジャー4作目「Life is beautiful/HiDE the BLUE」の発売日当日に事前告知なしで発売された通算6作目のシングル。前述のシングルが両A面タイアップ付きの楽曲なのに対しタイトル通りノンタイアップの楽曲のみが収録されている。BiSHが突如CDを発表するのは、2017年11月4日にアルバム「THE GUERRiLLA BiSH」を事前予告なしに先行販売して以来2度目。オリコン週間ランキングで12位を記録。

## リリース履歴
| 発売日        | レーベル  | 最高順位 | 販売形態 | 規格品番   | 備考   |
| ------------- | --------- | -------- | -------- | ---------- | ------ |
| 2018年6月27日 | avex trax | 12位     | CD       | AVCD-94079 | 通常盤 |

## 収録曲
全作曲：松隈ケンタ、全編曲：SCRAMBLES
1. NON TiE-UP [5:58]
作詞：松隈ケンタ×JxSxK
2. しゃ!!は!!ぬあ!!あぁ。死!!いてぇ。 [2:26]
作詞：beat mints boyz（松隈ケンタ×JxSxK）

## 参加メンバー
- BiSH
  - アイナ・ジ・エンド - ボーカル
  - セントチヒロ・チッチ - ボーカル
  - モモコグミカンパニー - ボーカル
  - ハシヤスメ・アツコ - ボーカル
  - リンリン - ボーカル
  - アユニ・D - ボーカル

## ライブ映像作品
| 曲名                               | 作品名                                      |
| ---------------------------------- | ------------------------------------------- |
| NON TiE-UP                         | BRiNG iCiNG SHiT HORSE TOUR FiNAL"THE NUDE" |
| NON TiE-UP                         | And yet BiSH moves.                         |
| NON TiE-UP                         | FROM DUSK TiLL DAWN                         |
| しゃ!!は!!ぬあ!!あぁ。死!!いてぇ。 | FROM DUSK TiLL DAWN                         |

## 収録アルバム
NON TiE-UP
- 『CARROTS and STiCKS』 (MUSiC盤・DVD盤・初回生産限定盤に収録）
- 『FOR LiVE -BiSH BEST-』 (#4)